# هي وقطتها
هي وقطتها (باليابانية: 彼女と彼女の猫، بالروماجي: Kanojo to Kanojo no Neko)
(بالإنجليزية: She and Her Cat)‏ هي أوفا أنمي من إنتاج استوديو كوميكس ويف فيلمز واخراج ماكوتو شينكاي، عرضت في عام 1999، وبلغت مدتها 5 دقائق. اقتبست إلى مانغا من تأليف تسوباسا ياماغوتشي، نشرت من قبل كودانشا في مجلة آفترنون، وتكونت من مجلد واحد. أنتجت إلى أنمي تلفزيوني من قبل استوديو ليدين فيلمز، عرض الأنمي في 4 مارس عام 2016 واستمر عرضه حتى 25 مارس عام 2016، وتكون من 4 حلقات.

## القصة
تدور أحداث القصة في أحد أيام الربيع الممطرة، عن سيدة وجدت القط تشوبي بالخارج وتأخذه إلى المنزل معها. يقع تشوبي في حب صاحبته بسبب لطفها وجمالها. وخلال الصيف يحصل تشوبي على صديقة اسمها ميمي، تحب تشوبي وتريد الزواج منه، لكنه يرفض لأنه واقع في حب صاحبته.

## وصلات خارجية
- موقع الأنمي الرسمي باللغة اليابانية
- هي وقطتها على موقع IMDb (الإنجليزية)
- هي وقطتها على موقع روتن توميتوز (الإنجليزية)
- هي وقطتها على موقع ألو سيني (الفرنسية)
- هي وقطتها على موقع فيلمافينيتي (الإسبانية)
- هي وقطتها على موقع قاعدة بيانات الفيلم (الإنجليزية)
- هي وقطتها على موقع ليتربوكسد (الإنجليزية)
- هي وقطتها على موقع كينوبويسك (الروسية)
- هي وقطتها على موقع ANN anime (الإنجليزية)